# 樂家杏仁糖
樂家杏仁糖是一種使用朱古力做外層的拖肥糖，於1912年由美國華盛頓州塔科馬的布朗赫利公司推出市場。

## 概要
這種糖果是由布朗赫利公司的創辦人布朗與赫利一起開發，是一種使用杏仁製作的朱古力拖肥糖，在1912年上市時，該公司並未有為這種糖果建立商品名稱，直至1923年才被命名為（Almond Roca），其中的（Almond）是指杏仁，至於（Roca），據稱這個名稱是受到華盛頓州塔科馬圖書館館長杰奎琳·諾埃爾（Jacqueline Noel）所啟發。當年布朗赫利公司向塔科馬的居民提供糖果的樣品試吃，任職圖書館館長的諾埃爾收到樣品後，向布朗與赫利提供命名的建議，諾埃爾選擇了西班牙語單詞（Roca），亦即英語岩石（Rock）來形容這種堅硬的圓木狀糖果，布朗與赫利採納了這個命名，而在中文地區（Almond Roca）被名為「樂家杏仁糖」。每顆樂家杏仁糖都有金色的鋁箔紙包裹，在1927年首次採用印有（Almond Roca）商標的粉紅色鐵罐作為容器，以避免糖果被壓碎並延長保質期。由於樂家杏仁糖有金色的鋁箔紙包裹，給人一種富貴的感覺，其粉紅色的鐵罐又符合農曆新年的節日氣氛，過往在香港是新年送禮的其中一種熱門商品。McCafé在香港曾經推出樂家杏仁糖味道的意式咖啡，並且向選購的顧客附上一粒樂家杏仁糖。

## 外部連接
维基共享资源上的相關多媒體資源：樂家杏仁糖